# Nadleśnictwo Rybnik
Nadleśnictwo Rybnik – jednostka organizacyjna Lasów Państwowych, w obrębie Regionalnej Dyrekcji Lasów Państwowych w Katowicach z siedzibą w Rybniku.
Administracyjnie położone jest na terenie województwa śląskiego. Powierzchnia gruntów nadleśnictwa wynosi 20 594,5795 ha.
Na terenie nadleśnictwa znajduje się wiele turystycznych obiektów, m.in. Zalewu Gzel.

## Historia
Do roku 1924 nadleśnictwa Rybnik i Paruszowiec wchodziły w skład Inspekcji Leśnej w Rybniku.
Trzy lata później Państwowe Lasy Śląskie zostały przejęte przez Dyrekcję Lasów i Dóbr Państwowych w Warszawie. Nadleśniczym został mgr inż. Łopaciński.
W latach przedwojennych drewno pozyskiwano głównie na potrzeby przemysłu.

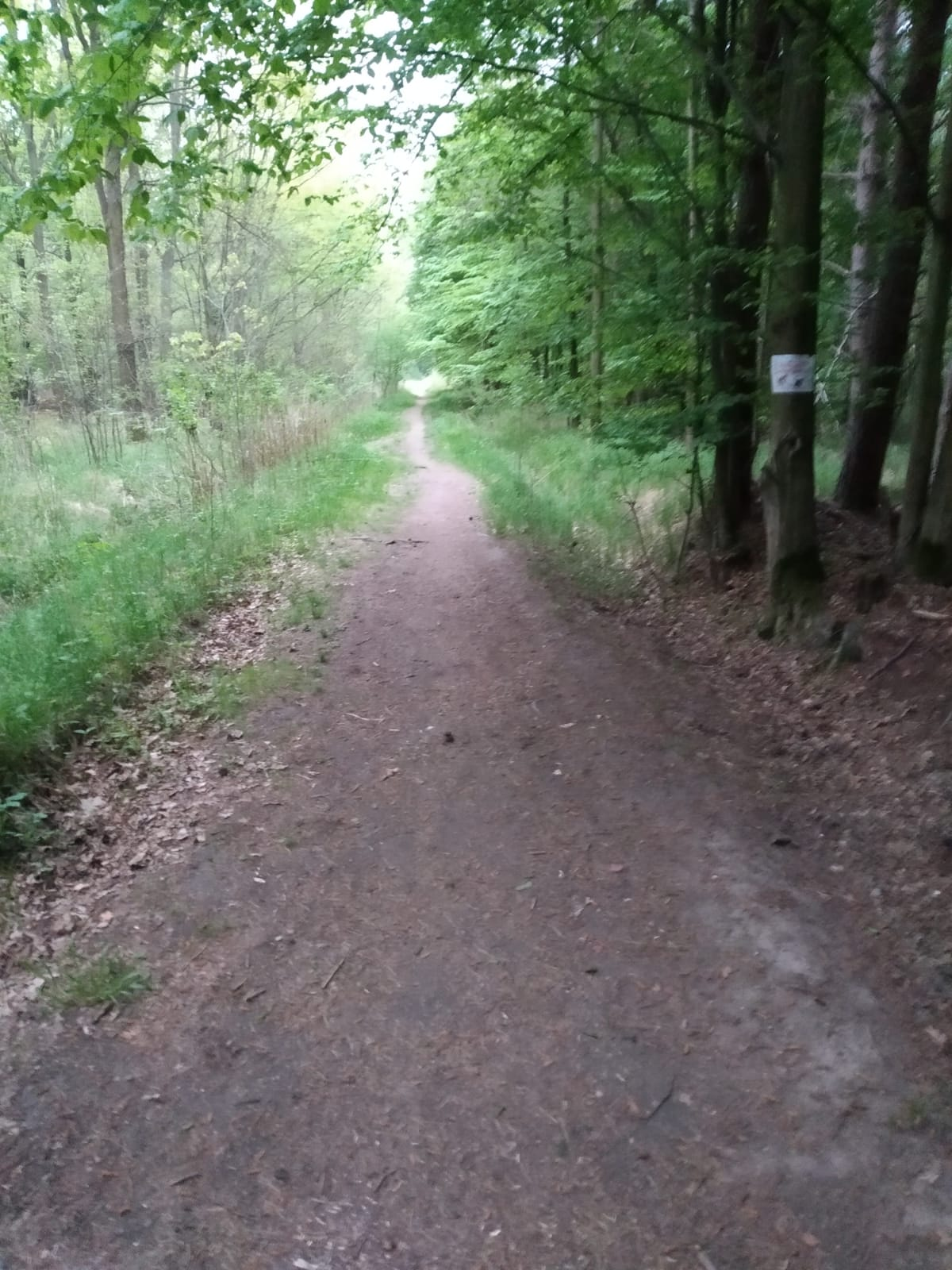
Leśna ścieżka w Leśnictwie Zwonowice (2020)

Z czasów II Wojny Światowej pozostały m.in.: groby żołnierzy, okopy i rowy przeciwpancerne, pociski w pniach drzew.